# ماسانوري هاتا
ماسانوري هاتا (باليابانية: 畑 正憲)‏ (17 أبريل 1935 في فوكوكا، فوكوكا - 5 أبريل 2023) روائي، ومخرج أفلام، وكاتب سيناريو، وعالم حيواني من اليابان.

## روابط خارجية
- ماسانوري هاتا على موقع IMDb (الإنجليزية)
- ماسانوري هاتا على موقع أول موفي (الإنجليزية)
- ماسانوري هاتا على موقع قاعدة بيانات الأفلام السويدية (السويدية)
- ماسانوري هاتا على موقع قاعدة بيانات الفيلم (الإنجليزية)
- ماسانوري هاتا على موقع كينوبويسك (الروسية)